# Gęsia (Wysoczyzna Elbląska)
Die Gęsia (deutsch Gänseberg, übersetzt Gans) ist ein Berg der Wysoczyzna Elbląska (Elbinger Höhe oder Trunzer Berge) auf dem Gebiet der Stadt Elbląg (Elbing) in der Woiwodschaft Ermland-Masuren. Nach Angaben des polnischen Geoportals beträgt die Höhe 67,4 m n.p.m. In deutschen Karten wurde die Höhe mit 69,8 Metern über Normalnull angegeben. Südlich des Hügels, etwa 500 Meter entfernt, befindet sich der Stadtteil Przy Młynie, nordöstlich, etwa 600 Meter entfernt, die 92,6 Meter hohe Krucza (auch Góra Chrobrego, Thumberg).

## Geschichte
In den 1920er Jahren sollte der Berg in ein Denkmal zu Ehren der im Ersten Weltkrieg gefallenen Elbinger Bürger umgewandelt werden, was jedoch nicht zur Ausführung gelangte. Während der Zeit des nationalsozialistischen Regimes wurde der Gänseberg in Ludendorffhöhe umbenannt, und ein Denkmal erbaut, das aus einem 12 Meter hohen Baldachin bestand, unter dem eine Kriegerstatue stand. Die feierliche Enthüllung des Denkmals fand am 28. August 1938 statt. Die Statue verschwand im Zuge der polnischen Annexion der Region im Jahr 1945 unter ungeklärten Umständen. Das Denkmal wurde in den 1960er Jahren gesprengt.

## Nachweise
1. ↑  mapy.geoportal.gov.pl: Szukaj: „Gęsia, wzgórze“ zakładka RASTER skala 1:10 000.
2. ↑  C. J. Fahle: Westpreussen-Jahrbuch. Band 35-38, 1985.
3. ↑  Tomasz Agejczyk: O pomnikach wojennych Powiatu Elbląskiego do 1945 r./ Über die Kriegsdenkmäler des Elbinger Kreises bis 1945. Wydawnictwo URAN, Elbląg 2013, ISBN 978-83-60138-56-4.